# Sainte-Agathe-en-Donzy
Sainte-Agathe-en-Donzy – miejscowość i gmina we Francji, w regionie Owernia-Rodan-Alpy, w departamencie Loara.
Według danych na rok 1990 gminę zamieszkiwało 118 osób, a gęstość zaludnienia wynosiła 35 osób/km² (wśród 2880 gmin regionu Rodan-Alpy Sainte-Agathe-en-Donzy plasuje się na 1503. miejscu pod względem liczby ludności, natomiast pod względem powierzchni na miejscu 1626.).